# What'd I Say (album)
Albums de Ray Charles, Milt Jackson
Ray Charles In Person
(1958) The Genius of Ray Charles
(1959)
What'd I Say est un album studio du chanteur de RnB Ray Charles. Il est sorti en octobre 1959 sous le label Atlantic Records. En 1962, l'album atteint la 20e place dans le Billboard "Pop Album".

## Liste des titres
1. "What'd I Say" Parties 1 & 2
2. "Jumpin' in the Morning"
3. "You Be My Baby"
4. "Tell Me How Do You Feel"
5. "What Kind of Man Are You"
6. "Rockhouse" Parts 1 & 2
7. "Roll with My Baby"
8. "Tell All the World About You"
9. "My Bonnie"
10. "That's Enough"

## Instrumentistes
- Ray Charles : Piano, chant
- David Newman : Saxophone ténor, Saxophone alto (pistes 1, 3, 4, 5, 6, 8, 9, 10)
- Emmett Dennis : Saxophone baryton (pistes 3, 5, 6, 8, 9, 10)
- Bennie Crawford : Saxophone baryton (pistes 1, 4)
- Marcus Belgrave : Trompette (pistes 3, 4, 8, 9)
- Lee Harper : Trompette (pistes 3, 8, 9)
- Ricky Harper : Trompette (pistes 5, 10)
- Joe Bridgewater : Trompette (pistes 5, 6, 10)
- John Hunt : Trompette (pistes 4, 6)
- Edgar Willis : Basse (pistes 1, 3, 4, 5, 8, 9, 10)
- Roosevelt Sheffield : Basse (piste 6)
- Richie Goldberg : Batterie (pistes 3, 8, 9)
- William Peeples : Batterie (pistes 5, 6, 10)
- Teagle Fleming : Batterie (piste 4)
- Milt Turner : Batterie (piste 1)
- Mary Ann Fisher : Chant (pistes 5, 10)
- The Raelettes : Chœur (pistes 3, 5, 8, 9, 10)